# Portoscuso
Portoscuso település Olaszországban, Szardínia régióban, Carbonia-Iglesias megyében. Lakosainak száma 4835 fő (2023. január 1.). Portoscuso Gonnesa, San Giovanni Suergiu és Carbonia községekkel határos.

## Népesség
A település lakossága az elmúlt években az alábbi módon változott:
| Lakosok száma | 5145 | 5104 | 4835 |
|               | 2017 | 2018 | 2023 |